# Chartographa trigoniplaga
Chartographa trigoniplaga là một loài bướm đêm trong họ Geometridae.